# Ana María Vidal
Ana María Vidal (Madrid, 19 de gener de 1944) és una actriu espanyola. Actriu eminentment teatral, la seva carrera s'ha desenvolupat sobre les taules amb una constant presencia també en el mitjà televisiu i escassíssimes incursions al cinema.
Va ser, durant els anys seixanta i setanta, una de les actrius que més es van prodigar als espais de teatre televisat que per aquella època emetia Televisió espanyola. El seu primer contacte amb el mitjà va ser un paper en l'obra Matrícula de humor en 1960. Sent una de les actrius més fidels al mitjà televisiu, en els següents anys, els personatges que va interpretar a Estudio 1 o Novela entre altres espais dramàtics, van superar el centenar.
Amb posterioritat, va intervenir com a secundària en sèries que van aconseguir gran èxit a Espanya: Más que amigos (1997-1998), Al salir de clase (1998-2002) i Yo soy Bea (2006-2007), totes elles a Telecinco.
Va estar casada amb el també actor Vicente Haro i actualment està casada amb el Regidor de Teatre José Manuel Paulino. Després de cursar estudis a l'Escola d'Art Dramàtic de Madrid, la seva primera experiència interpretativa va ser en l'obra Los Años del bachillerato, amb direcció de José Luis Alonso, i en la qual va compartir escenari amb Alicia Hermida i la també debutant Tina Sáinz.

## Teatre
- El caballero de Olmedo  (1958), de Lope de Vega,[2]
- Ocho mujeres (1961).
- Boeing boeing (1962).
- El cianuro ¿sólo o con leche? (1963).
- Nunca es tarde (1964) de José López Rubio.[3]
- El carrusel (1964) de Víctor Ruiz Iriarte.[4]
- La fiebre de junio (1964) de Alfonso Paso.[5]
- La llave en el desván (1967).
- Enseñar a un sinvergüenza (1968).
- Juegos de medianoche (1971).
- La visita inesperada (1972)
- Sé infiel y no mires con quién (1979).
- Entre mujeres (1988)
- Las mocedades del Cid (1997)[6]
- La venganza de Don Mendo (1998).
- Los habitantes de la casa deshabitada (1999).
- Misión al pueblo desierto (1999).
- Cyrano de Bergerac (2000).[7]
- Don Juan Tenorio (2000).
- El alcalde de Zalamea (2003).
- Corona de amor y muerte (2003).
- Celos del aire (2003).
- Melocotón en almíbar (2005).
- La decente (2008).
- La venganza de don Mendo (2012).
- My Fair Lady (2012).

## Televisió
- Amar es para siempre, com a Remedios Puig (2016)
- Los misterios de Laura (2014) 	
  - El misterio de los ratones atrapados (18 de març de 2014)
- Yo soy Bea (2006-2007)
- Aquí no hay quien viva
  - Érase unas alumnas (16 de febrer de 2005)
  - Érase una cobaya (9 de març de 2005)
- Al salir de clase (1998-2002)
- Más que amigos (1997)
- Veraneantes (1984)
- Teatro breve
  - Los milagros del jornal (15 de novembre de 1979)
- Teatro estudio
  - 25 d'octubre de 1979
- Que usted lo mate bien
  - Deformación profesional (20 de febrer de 1979)
- Original
  - Besos de Nochebuena (15 d'abril de 1975) Maribel
- Estudio 1
  - 50 años de felicidad (11 de gener de 1966)
  - Cerca de las estrellas (16 de febrer de 1966)
  - El pez en el agua (9 de març de 1966)
  - Cosas de papá y mamá (13 d'abril de 1966)
  - La barca sin pescador (11 de maig de 1966)
  - ¿Qué hacemos con los hijos? (7 de setembre de 1966)
  - Don Juan Tenorio (2 de novembre de 1966)
  - La herida del tiempo (18 de gener de 1967)
  - Todos eran mis hijos (1 de febrer de 1967)
  - Prohibido suicidarse en primavera (29 de març de 1967)
  - Un hombre duerme (5 de juliol de 1967)
  - La loca de la casa (6 de setembre de 1967)
  - Corona de amor y muerte (1 de novembre de 1967)
  - La escala rota (6 de febrer de 1968)
  - El alcalde de Zalamea (26 de març de 1968)
  - Miedo al hombre (2 de juliol de 1968)
  - Ifigenia (17 de setembre de 1968)
  - El Caballero de Olmedo (29 d'octubre de 1968)
  - Alberto (24 de desembre de 1968)
  - Las de Caín (14 de gener de 1969)
  - Café de Liceo (11 de març de 1969)
  - Un espíritu burlón (22 de gener de 1970)
  - Plaza de Oriente (10 de febrer de 1970)
  - Esta noche es la víspera (23 d'abril de 1970)
  - La alondra (29 de gener de 1971)
  - Don Gil de las calzas verdes (18 de juny de 1971)
  - La hidalga limosnera (31 de març de 1972)
  - Las hijas del Cid (11 d'agost de 1972)
  - La venganza de Don Mendo (29 de setembre de 1972)
  - La Plaza de Berkeley (24 d'octubre de 1972)
  - Veinte añitos (17 de novembre de 1972)
  - El okapi (19 de maig de 1975)
  - Doña Clarines (7 de juliol de 1975)
  - Espectros (2 de febrer de 1976)
  - Juegos a medianoche (27 de desembre de 1978)
  - Rosas de otoño (7 de març de 1979)
  - Un drama nuevo (23 de maig de 1979)
  - Señora Ama (14 de desembre de 1980)
- Los Maniáticos 
  - La declaración de la renta (27 d'agost de 1974)
- A través de la niebla
  - Morella (1 de novembre de 1971)
- Las Tentaciones
  - Pas de deux, pas de quatre (26 d'octubre de 1970)
- Hora once
  - Gobseck (25 de juliol de 1970)
- La risa española
  - Los chorros del oro (30 de maig de 1969)
- Pequeño estudio
  - Un día en la gloria (3 de gener de 1969)
  - Sin decir oste ni moste (20 d'octubre de 1972)
- Teatro de siempre
  - Hernani (10 de novembre de 1967)
  - Don Álvaro o la fuerza del sino (24 de novembre de 1967)
  - Clavijo (18 de maig de 1970)
- Habitación 508
  - El lío (1 de novembre de 1966)
- La pequeña comedia
  - Los celos (29 d'octubre de 1966)
- El tercer rombo
  - El consabido ladrón (5 de juliol de 1966)
- Teatro para todos
  - La muerte le sienta bien a Villalobos (8 d'agost de 1965)
- Primera fila
  - Puebla de las mujeres (14 de juliol de 1965)
- Teatro de familia
  - Diez hombres con miedo (21 d'abril de 1964)
- Novela 
  - Tres preguntas al destino (1 d'octubre de 1963)
  - Mis últimos cien amores (10 de febrer de 1964)
  - Los cinco invitados (6 d'abril de 1964)
  - Una mujer llega (18 de maig de 1964)
  - Sir Alexander Fleming (22 de juny de 1965)
  - El malvado Carabel (31 de gener de 1966)
  - Resurrección (15 de febrer de 1966)
  - La hija de hiedra (15 d'agost de 1966)
  - El alba y la noche (10 d'octubre de 1966)
  - La sombra del arpa (26 de juny de 1967)
  - Cincuenta mil pesetas (24 de juliol de 1967)
  - La dama vestida de blanco (25 de setembre de 1967)
  - Emma (13 de novembre de 1967)
  - La frontera del hombre (29 de gener de 1968)
  - Biografía de Rosalía de Castro (4 de març de 1968)
  - El abuelo tiene 30 años (3 de febrer de 1969)
  - Aguas estancadas (30 de juny de 1969)
  - Eugenia de Montijo (2 de març de 1970)
  - Colomba (3 de gener de 1972)
  - El hotel encantado (22 de maig de 1972)
  - Luz y conciencia de Borja (30 d'octubre de 1972)
  - El padre de familia (3 de setembre de 1973)
  - El secreto (30 de setembre de 1974)
  - Caza menor (12 de gener de 1976)
  - El desconocido (21 de març de 1977)

## Cinema
Va debutar amb tan sol quinze anys, en 1959 amb la pel·lícula Los chicos, de Marco Ferreri. Tanmateix, Ana María Vidal no s'ha prodigat a l'excés en la pantalla gran. Després de l'esmentada, únicament rodaria dues pel·lícules més: La que arman las mujeres (1969), de Fernando Merino i Vete de mí (2006), de Víctor García León.